# Tribunal de Círculo (Irlanda)
O Tribunal de Círculo (em irlandês: An Chúirt Chuarda) da Irlanda é constituído por um presidente e trinta e três juízes. 
Para os efeitos da administração da justiça, o país está dividido em oito círculos (circunscrições territoriais) e, pelo menos, um juiz é designado para cada círculo. O tribunal ouve casos de direito civil e penal, direito da família e pedidos de licenciamento.